# Saint-Pierre-du-Bû
Saint-Pierre-du-Bû è un comune francese di 453 abitanti situato nel dipartimento del Calvados nella regione della Normandia.

## Società

### Evoluzione demografica
Abitanti censiti